# Paterna sane
Das Apostolische Schreiben Paterna sane, vom 2. Februar 1926, an die Bischöfe, den Klerus und die Gläubigen Mexikos ist von Papst Pius XI. Es ist die Forderung auf Bürgerrechte und Gemeinpflichten ohne den Eingriff politischer Parteien.
In diesem Schreiben protestiert er vehement gegen die Ausweisung  des päpstlichen Delegierten aus  Mexiko (1924) und bezeichnet diese Maßnahme als eine Beleidigung. Des Weiteren missbilligt er einen Artikel der Bundesverfassung von 1917, welcher aus der Sicht des Heiligen Stuhles als eine „Feindseligkeit“ gegen die katholische Kirche verstanden würde.
Er wünscht abschließend den Bischöfen von Mexiko eine Verbesserung der angespannten Situation und hofft  auf eine gute Zusammenarbeit zwischen der mexikanischen Regierung und der katholischen Kirche.